# Virgilio, Lombardia
Virgilio este o comună din provincia Mantova, Italia. În 2011 avea o populație de 10.911 locuitori.
Denumirea provine de la numele marelui poet latin Vergilius care se presupune că s-a născut aici.

## Demografie
Format:Demografia/Virgilio